# Czterech
Czterech – polski zespół grający rock instrumentalny, powstały w październiku 1966 roku w Warszawie. Prekursor, który łączył bigbit z muzyką klasyczną i jazzem.

## Historia
W pierwszym składzie grupy znaleźli się: Marek Bliziński (eks-Pesymiści; gitara solowa), Andrzej Turski (eks-Chochoły i Pesymiści; gitara solowa), Paweł Brodowski (eks-Chochoły; gitara basowa) i Hubert Rutkowski (eks-Pesymiści; perkusja). Zespół odbywał próby w klubie „Medyk” w Warszawie. W świecie instrumentalnego, gitarowego rocka lat 60. XX w., warszawska formacja zajmowała dość specyficzne miejsce. Nie mogąc się bowiem odnaleźć wyłącznie w tej formule muzycznej, sięgała także po elementy muzyki klasycznej i jazzu. Nie było to trudne, ponieważ Bliziński miał w swoim zespole znakomitego gitarowego partnera w postaci Turskiego. W dość krótkim czasie muzycy dotychczasowej sekcji rytmicznej zostali zastąpieni przez basistę Marka Brodowskiego (zbieżność nazwisk przypadkowa – muzyk ten uchodził za jednego z najlepszych gitarzystów basowych tamtych czasów) i perkusistę Marka Rosińskiego (eks-Kawalerowie). Paweł Brodowski przeszedł do Akwareli, zaś M. Brodowski odszedł z tej grupy. W maju 1967 roku Czterech zadebiutowali na III Ogólnopolskim Przeglądzie Wokalistów i Zespołów Muzyki Rozrywkowej w Gliwicach, zdobywając I nagrodę, zaś M. Bliziński i M. Brodowski otrzymali wyróżnienie. W tym samym roku zespół dokonał pierwszych nagrań radiowych, w tym dwa utwory zarejestrowane jako zespół akompaniujący Tadeusza Woźniaka (Hej, Hanno, Piękne krawaty) i doczekali się płyty czwórki pt. Śpiew wiosny (N-0499 Muza), wydanej przez Polskie Nagrania „Muza”. Najważniejszym i najbardziej ambitnym przedsięwzięciem kwartetu były gitarowe opracowania kompozycji Jana Sebastiana Bacha. Wiele lat po rozpadzie zespołu, owe bigbitowe transkrypcje obrosły legendą, określane dziś mianem jednego z najciekawszych projektów lat 60. XX w. (mowa o kompletnym, trwającym blisko 50 minut programie). W 1968 roku zespół zarejestrował utwory barokowego klasyka w Polskim Radiu. W październiku tego samego roku grupa Czterech poszerzona o wiolonczelistę Wojciecha Rosińskiego wystąpiła w koncercie zatytułowanym „W kręgu Jana Sebastiana Bacha” w ramach II Festiwalu „Pro Musica” w Częstochowie i jesienią tego samego roku uległa rozwiązaniu, nie pozostawiając po sobie płyty długogrającej (w „Encyklopedii Polskiej Muzyki Rockowej - Rock 'n' roll 1959-1973” podano informację, że zespół miał nagrać longplay z transkrypcjami utworów Bacha, lecz z nieznanych przyczyn do tego nie doszło). Dopiero po 52 latach od zniknięcia zespołu ze sceny muzycznej, nakładem Kameleon Records ukazał się krążek, zatytułowany Dziwna historia, który zawiera 36 nagrań instrumentalnych grupy Czterech z lat 1967-1968. Na płycie nie znalazły się m.in. nagrane w 1967 roku utwory: Nie wiem gdzie, nie wiem jak, Gdzie jesteś Magdaleno i Nie śpiewaj przy mnie urodziwa dziewczyno. 23 października 2020 roku, nakładem GAD Records ukazała się kompilacja Brzdęk! Instrumentalne przygody bigbitowców – na której znalazł się utwór pt. Śpiew wiosny.